# Heinrich von Bonin
Bogislav Leo Ernst Heinrich Gotthilf von Bonin (* 7. Januar 1865 in Lauenburg (Pommern); † 10. Juni 1923) war ein preußischer Generalmajor.

## Leben

### Herkunft
Heinrich war ein Sohn des preußischen Geheimen Oberregierungsrates Swantus von Bonin (1817–1891) und dessen Ehefrau Olga, geborene von Stempel (* 1830). Der preußische Generalmajor Eckart von Bonin (1854–1928) war sein älterer Bruder.

### Militärkarriere
Nach seinem Abitur studierte Bonin zunächst ein Semester an der Universität Lausanne und trat am 20. September 1883 als Fahnenjunker in das 2. Garde-Regiment zu Fuß der Preußischen Armee ein. Er avancierte Mitte Februar 1885 zum Sekondeleutnant, war 1887/88 zur Schloßgarde-Kompanie kommandiert und absolvierte ab Oktober 1891 zur weiteren Ausbildung für drei Jahre die Kriegsakademie. Zwischenzeitlich zum Premierleutnant aufgestiegen, folgte von April 1895 bis Ende März 1897 seine Kommandierung zum Großen Generalstab. Anschließend wurde Bonin als aggregiert in den Großen Generalstab versetzt und Mitte November 1897 unter Beförderung zum Hauptmann einrangiert. Am 21. Juni 1900 trat er mit der Ernennung zum Chef der 7. Kompanie im Infanterie-Regiment Nr. 152 in den Truppendienst zurück. Mitte Oktober 1902 zunächst zum Großen Generalstab rückversetzt, wurde Bonin Ende März des Folgejahres als Generalstabsoffizier zur 38. Division nach Erfurt versetzt und in dieser Stellung Mitte September 1904 zum Major befördert. Daran schloss sich von Ende März 1905 bis Ende Mai 1907 eine Verwendung im Generalstab des Gouvernements in Ulm an. Anschließend folgte seine Versetzung als Kommandeur des Füsilier-Bataillons in das Leibgarde-Infanterie-Regiment (1. Großherzoglich Hessisches) Nr. 115 nach Darmstadt. Bonin avancierte Anfang September 1911 zum Oberstleutnant und war ab Mitte November 1911 beim Stab des 6. Rheinischen Infanterie-Regiments Nr. 68 in Koblenz. Mit der Beförderung zum Oberst wurde er am 22. März 1914 als Kommandeur des 7. Thüringischen Infanterie-Regiments Nr. 96 in Gera versetzt.
Im Verband der 83. Infanterie-Brigade nahm sein Regiment nach der Mobilmachung anlässlich des Ersten Weltkriegs zunächst am Einmarsch in das neutrale Belgien teil, wirkte bei der Eroberung von Namur und verlegte Ende August 1914 nach Ostpreußen. Hier kam es in der Schlacht an den Masurischen Seen zum Einsatz. Nach der erfolgreichen Beendigung der Kämpfe und einer Ruhezeit wurde das Regiment nach Krakau gefahren und begann von hier aus den Einmarsch nach Südpolen. Bei Pińczów wurde Bonin durch Schüsse durch beide Füße verwundet, verbrachte zwei Monate im Lazarett und übernahm nach seiner Gesundung am 1. Dezember 1914 wieder sein Regiment. Zu dem Zeitpunkt hatte er beiden Klassen des Eisernen Kreuzes erhalten. Er führte sein Regiment in der Schlacht um Łódź und bei den Verfolgungskämpfen an der Rawka-Bzura. Am 29. Januar 1915 übernahm Bonin die 49. Reserve-Infanterie-Brigade, wurde am 14. Mai 1915 vor Auflösung des Großverbandes zu den Offizieren von der Armee versetzt und führte anschließend kurzzeitig die 12. Reserve-Infanterie-Brigade. Krankheitsbedingt musste er am 14. Juni 1915 das Kommando abgeben, wurde erneut zu den Offizier von der Armee versetzt und am 10. Juli 1915 zum Kommandeur der 38. Landwehr-Infanterie-Brigade ernannt. Bonin wurde am 20. Mai 1917 zum Generalmajor befördert und am 4. November 1917 zum Kommandeur der 30. Infanterie-Brigade ernannt, die zu diesem Zeitpunkt in Stellungskämpfen in Flandern lag. Für sein Wirken erhielt er den Roten Adlerorden II. Klasse mit Schwertern.
Nach dem Waffenstillstand an der Ostfront war Bonin ab dem 1. März 1918 Kommandant von Dünaburg, bis er am 18. Juni 1918 mit Pension zur Disposition gestellt wurde. Nach seiner Verabschiedung würdigte ihn Kaiser Wilhelm II. im August 1918 durch die Verleihung des Sterns zum Kronen-Ordens II. Klasse mit Schwertern.